# Grande Rivière de Jacmel
Grande Rivière de Jacmel är ett vattendrag i Haiti.   Det ligger i departementet Sud-Est, i den södra delen av landet, 40 km sydväst om huvudstaden Port-au-Prince.